# Abdesselem Ben Mohammed
Abdesselem Ben Mohammed (né le 15 juin 1926 à Casablanca et mort en 1965) est un footballeur marocain-franco.

## Biographie
Il joue notamment au Wydad AC et à Bordeaux. Durant la saison 1952-1953, il marque 22 buts avec Bordeaux et termine troisième meilleur buteur. Par la suite, il est transféré au Nîmes Olympique où il joue deux saisons.
Il est sélectionné une seule fois en équipe de France, le 25 novembre 1953 dans le cadre des éliminatoires de la Coupe du monde de football 1954.
Avant-centre de grand gabarit, ce Franco-marocain possède une frappe de balle redoutable. Bon techniquement, il bouge beaucoup et fait souffrir les défenses adverses grâce à sa puissance, sa mobilité et sa technique. Mais il est impulsif et irrégulier.

## Palmarès
Clubs
- Botola Pro1 (4)
  - Champion : 1948, 1949, 1950, 1951
  - Vice-champion : 1943, 1946, 1952

- Supercoupe du Maroc (6)
  - Vainqueur : 1946, 1948, 1949, 1950, 1951, 1952
  - Finaliste : 1943

- Coupe d'Ouverture de la Saison (4)
  - Vainqueur : 1947, 1948, 1949, 1951
  - Finaliste : 1950

- Coupe d'Élite du Maroc (3)
  - Vainqueur : 1945, 1948, 1951

- Coupe de la Ligue du Chaouïa (2)
  - Vainqueur : 1947, 1948

- Botola de la Ligue du Chaouïa (1)
  - Champion : 1946

- Critérium du Maroc (Zone Sud) (1)
  - Champion : 1946

- Ligue des champions de l'ULNA (3)
  - Vainqueur : 1948, 1949, 1950

- Coupe des coupes de l'ULNA (1)
  - Vainqueur : 1949
  - Finaliste : 1951

- Supercoupe de l'ULNA (3)
  - Vainqueur : 1948, 1949, 1950

- Coupe Charles Drago (1)
  - Vainqueur : 1956

- Ligue 1
  - Vice-champion : 1952

- Coupe de France
  - Finaliste : 1955

Équipe nationale
- Tournoi Inter-Ligues de l'ULNA (3)
  - Vainqueur : 1947, 1948, 1949
  - Finaliste : 1945, 1952